# 86 Semele
Semele (asteroide 86) é um asteroide da cintura principal com um diâmetro de 120,56 quilómetros, a 2,46909173 UA. Possui uma excentricidade de 0,20751135 e um período orbital de 2 008,67 dias (5,5 anos).
Semele tem uma velocidade orbital média de 16,87410156 km/s e uma inclinação de 4,82081787º.
Este asteroide foi descoberto em 4 de Janeiro de 1866 por Friedrich Tietjen. Seu nome vem da personagem da mitologia grega Sêmele.